# Matzingen
Matzingen est une commune suisse du canton de Thurgovie, située dans le district de Frauenfeld.

Photo aérienne prise à 200 m par Walter Mittelholzer (1920).